# Foro Internacional de los Pueblos Indígenas sobre el Cambio Climático
El Foro Internacional de los Pueblos Indígenas sobre el Cambio Climático (IIFPCC por sus siglas en inglés) es el cuerpo representativo de los pueblos indígenas que participan en la Convención Marco de las Naciones Unidas sobre el Cambio Climático (UNFCCC por sus siglas en inglés).
Los pueblos indígenas empezaron a comprometerse con la UNFCCC en 2000. Oenegés con estatus de observador en la UNFCCC nombran a los participantes en las sesiones de los cuerpos de la UNFCCC. El aumento de la capacidad de estos pueblos para implicarse en los procesos de Naciones Unidas y la gestión de recursos naturales (que incluye la promoción del conocimiento tradicional), han apoyado su creciente participación.
Los representantes del IIFPCC declararon que la mayor parte de sus propuestas no se tuvieron en cuenta en la Conferencia de Naciones Unidas sobre Cambio Climático 2010, que dio lugar al Acuerdo de Cancún. En el anexo 1 de dicho acuerdo se documentó la necesidad de salvaguardas para las comunidades locales en el mecanismo de reducción de las emisiones de la deforestación y la degradación de bosques (REDD+ por sus siglas en inglés).
Los representantes indígenas desarrollaron el Plan de Acción Oaxaca de los pueblos indígenas: De Cancún a Durban y más allá, un plan para que estos pueblos aboguen por sus intereses y cabildeen desde la COP-17 hasta la Conferencia Mundial sobre Pueblos Indígenas celebrada en la sede de ONU en 2014. El plan se proponía abordar la falta de aplicación de elementos del Acuerdo de Cancún sobre los derechos humanos de los pueblos indígenas y su participación en la elaboración de políticas contra el cambio climático. 
El IIFPCC ha pedido al Cuerpo Auxiliar de Asesoramiento Científico y Tecnológico (SBSTA por sus siglas en inglés, que es un órgano de la UNFCCC) una participación más eficaz de los pueblos indígenas y respeto para el conocimiento tradicional  indígena en los sistemas de seguimiento REDD+. El IIFPCC ha articulado vínculos entre mitigación del cambio climático, proyectos de adaptación y derechos humanos. Ha solicitado también que el Fondo Verde del Clima sea más transparente, financie más la gestión de recursos naturales por parte de los pueblos indígenas y su participación en la gobernanza de estos recursos.

Como siempre reiteramos, la mayoría de los bosques que hoy quedan en el mundo se encuentran en las tierras ancestralmente poseídas o administradas por los pueblos indígenas. Para abordar el cambio climático, insistimos en que deben apoyarse enfoques de beneficios por descarbonización y de mecanismos distintos del mercado, en todos los aspectos del proceso. Ello debería interconectarse con las salvaguardas REDD+ tal como las partes acordaron en Cancún.
Los beneficios de la descarbonización deberían definirse dentro de un marco de derechos humanos que incluya el respeto por, y el reconocimiento de, los derechos de los pueblos indígenas a las tierras, territorios, recursos naturales, autodeterminación, y nuestras visiones del mundo únicas, conocimiento tradicional y sistemas de gobernanza consuetudinarios que relacionan los bosques con nuestros inconmensurables valores para el sostenimiento, consistentes con la Declaración de las Naciones Unidas sobre los derechos de los pueblos indígenas (UNDRIP).
Las partes en la Convención deben aplicar las salvaguardas adoptadas en Cancún, puesto que son imperativas y esenciales para que la aplicación de REDD+ tenga éxito en todas sus fases. Además, los sistemas de seguimiento e información basados en las comunidades de pueblos indígenas son igualmente importantes como método eficaz de seguimiento de la aplicación de salvaguardas y de los beneficios de la descarbonización.
Firmado: Grace Balawag de Tebtebba y la Asociación de Pueblos Indígenas sobre Cambio Climático y Bosques, en nombre de la IIFPCC